# Vicenç d'Osca
Vicenç Màrtir (o Vicent a València), conegut també com a Sant Vicent de la Roda o com a Vicenç de Saragossa (Osca, segle iii – València, ca. 304) va ser un religiós hispanoromà, diaca del bisbe sant Valeri de Saragossa. Fou capturat i torturat en temps de Dioclecià, per la qual cosa és venerat com a sant i màrtir en el calendari litúrgic catòlic (22 de gener) i ortodox (11 de novembre). Sol aparéixer en pintura amb roba de diaca, acompanyat per un corb o sostenint una roda de molí, raó per la qual es coneix també com sant Vicent de la Roda. És patró de la ciutat de València.

## Biografia
Havia nascut a Osca, però va viure a Saragossa, on va ser diaca del bisbe Valeri de Saragossa. Arran de les persecucions de Dioclecià Valeri i Vicent foren presos l'any 303 per orde de Dacià i portats a València. Valeri fou desterrat i Vicent martiritzat. Segons la tradició morí el 22 de gener del 304 o potser del 305.

### Llegendes
Entre els turments que va patir s'esmenta el de la graella, potser una adaptació del martiri de sant Llorenç, també originari d'Osca. Altres martiris van ésser: la creu en aspa, el poltre, el fuet, els ganxos de ferro... Finalment, va ser llençat a una masmorra, on va morir. El seu cos va ser abocat a un femer, on els corbs van protegir-lo perquè les feres no el mengessin. Així i tot, van lligar al cos una mola i el van llençar al Túria; el cos va ser retornat a la riba i va ésser sebollit per altres cristians a la rodalia de la ciutat. Després, els corbs continuaven freqüentant la tomba.

## Veneració
Vicenç va ser un dels màrtirs més venerats a l'Europa cristiana. La narració més antiga del seu martiri és el poema escrit per Aureli Climent Prudenci al seu Peristephanon, on descriu el judici del sant i com Vicenç parlava per ell i per Valeri, que era quec.
El seu culte començà a València, Osca i Saragossa, per la vinculació que hi tenien. Més enllà dels Pirineus, es va venerar primer a Béziers i Narbona. L'abadia de Sant Benet de Castres va tenir algunes relíquies del sant, portades de Saragossa en 863, i es va convertir en parada obligada al Camí de Sant Jaume. Vegeu: Trasllat de les relíquies de Sant Vicenç.
En el lloc de València on se suposa que fou martiritzat fou construïda l'església primitiva de la Roqueta, per venerar-hi les restes del màrtir. Aquest lloc es trobava junt a la Via Augusta, al sud de la ciutat, a l'altura del número 136 de l'actual carrer de Sant Vicent Màrtir. Durant el segle xiii Jaume I manà fer-hi una església, un monestir i un hospital, coneguda hui com a Santuari de Sant Vicent de la Roqueta. Durant el XVIII patí grans transformacions i durant el XIX, amb les guerres carlines, fou parcialment enderrocat. El que encara resta hui dia es troba altament degradat.
En temps de la invasió musulmana, les seves restes van traslladades: la tradició diu que al que avui és el Cap de São Vicente, a Portugal, edificant-se un santuari sobre la seva tomba. El rei Alfons I de Portugal (1139-1185) va exhumar-ne el cos en 1173 i el portà a Lisboa, al monestir de São Vicente de Fora, d'on passà a la catedral.
És patró de Lisboa des de 1173, i de Vicenza i la ciutat de València. A Catalunya hi ha moltes ermites i parròquies dedicades a sant Vicenç i també molts Goigs dedicats al sant.

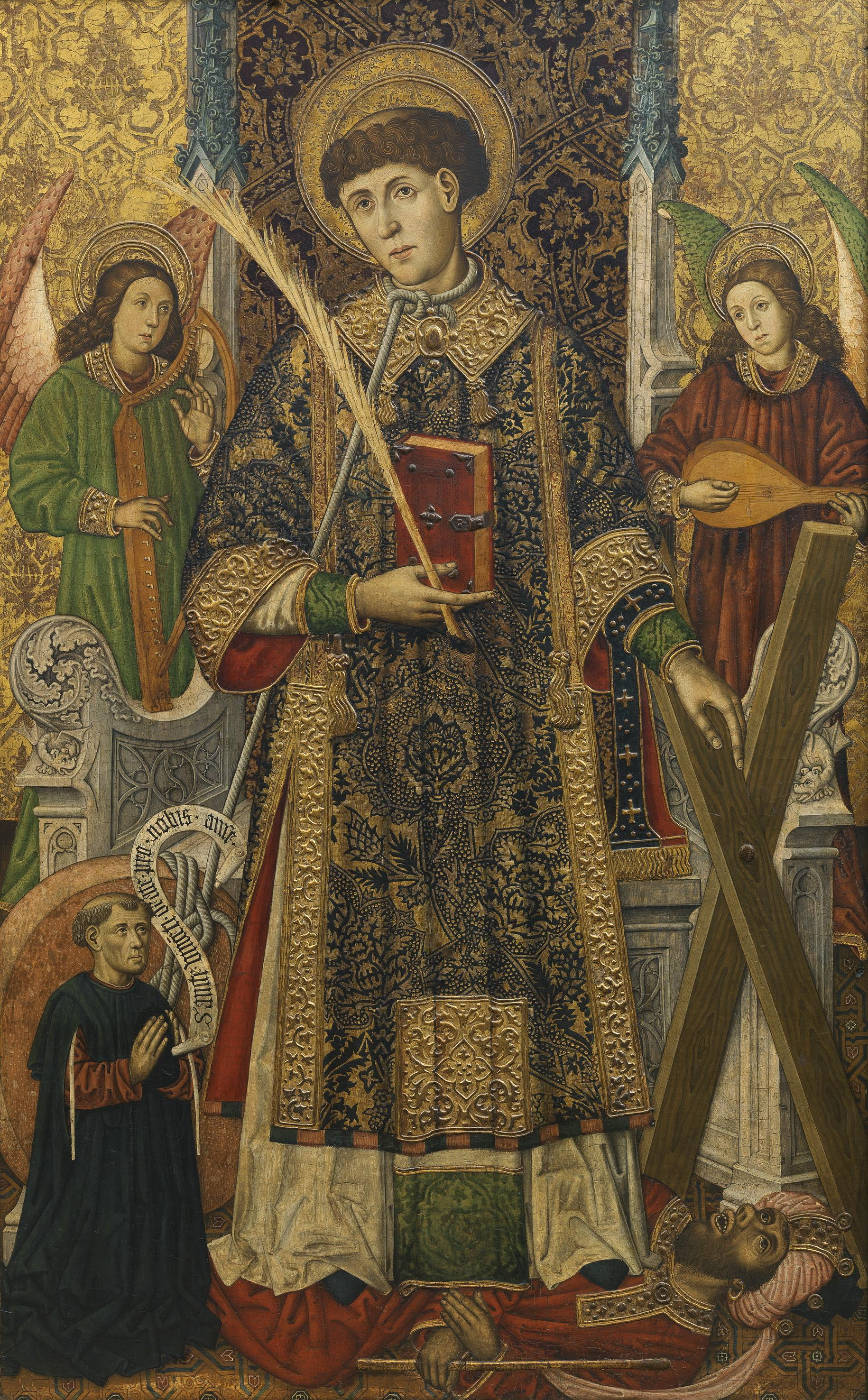
Pintura anònima del s. XV
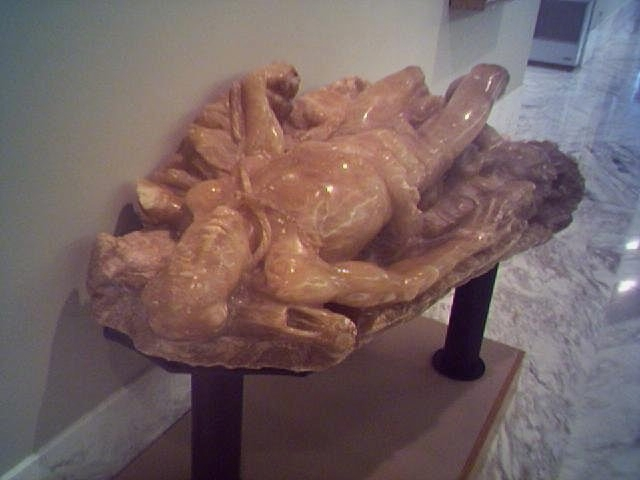
Sant Vicent màrtir llançat al femer, per Diego de Tredia, alabastre, 1533 (Museu de Belles Arts de València)
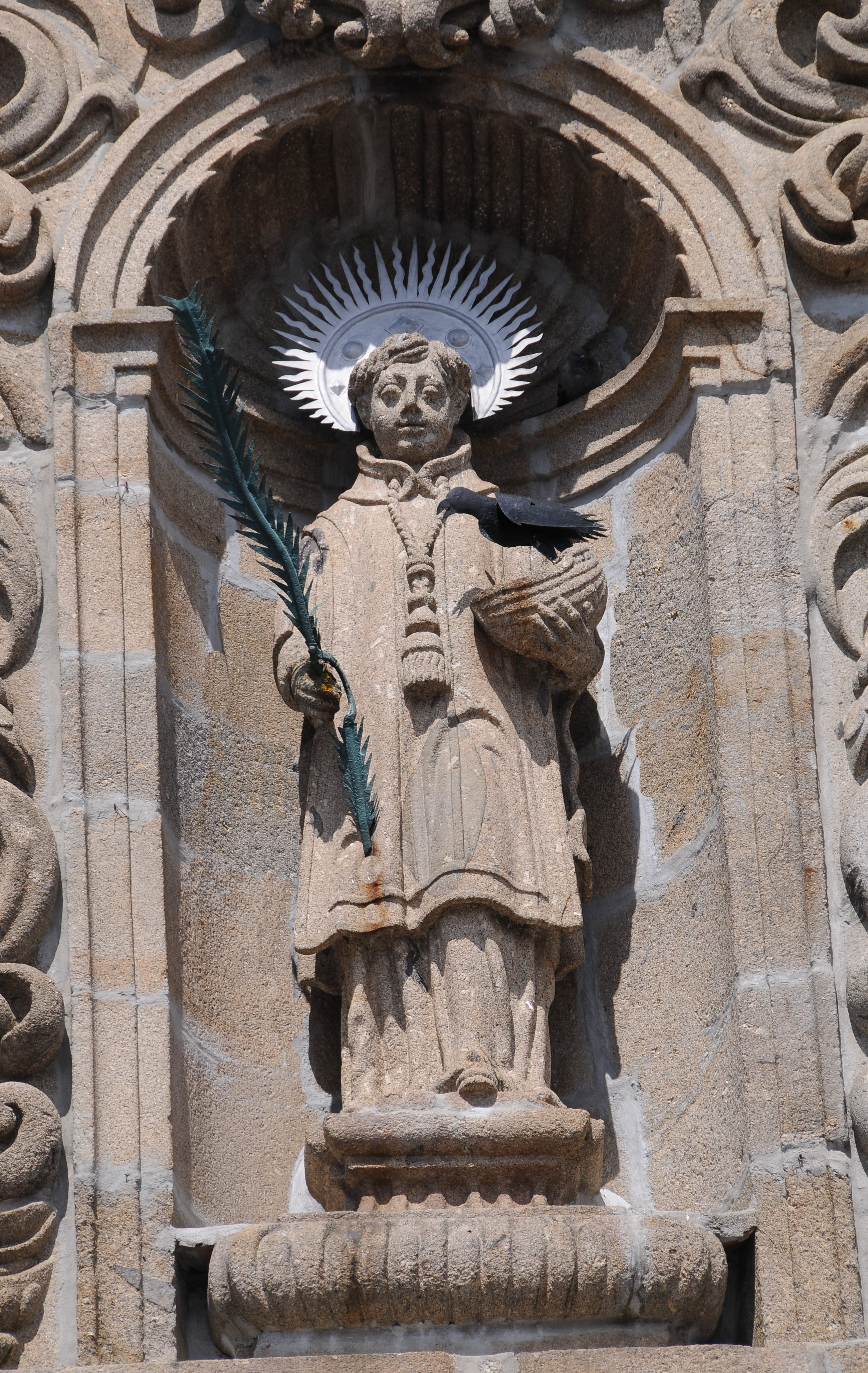
Escultura a S. Vicente de Braga, amb el corb
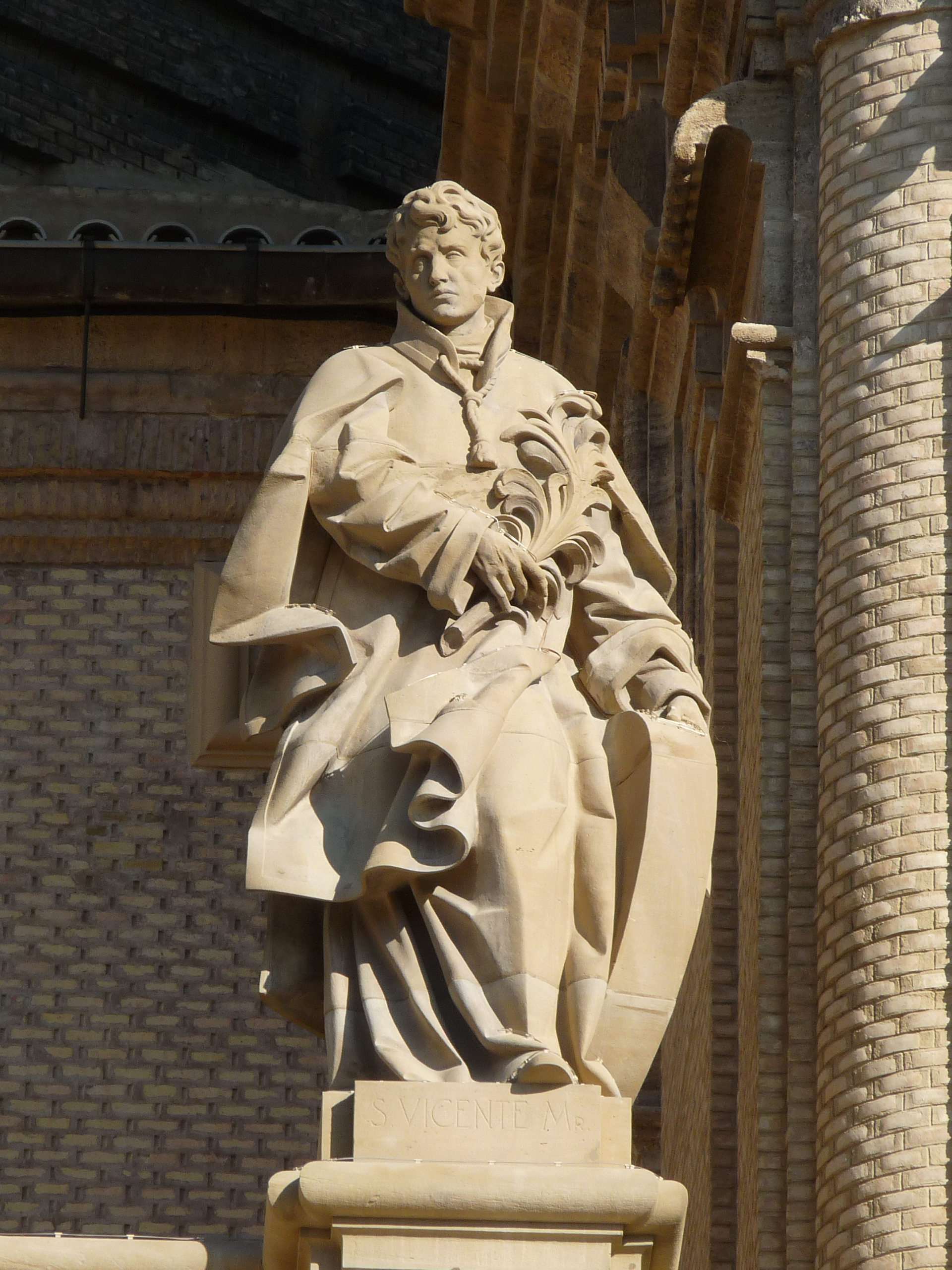
Escultura al Pilar de Saragossa, amb la mola

### Relíquia del braç de sant Vicent
Arribà el 1970 a la Catedral de València, procedent de la catedral de Bari. Hui es troba exposada a la capella renaixentista de la resurrecció que es troba a la girola de la Seu, tancada per un magnífic pòrtic d'alabastre de tres arcs, on hi ha un bell relleu encarregat per Alexandre VI cap al 1510 per honrar la memòria de Calixt III. Segons la tradició, durant el segle xii un bisbe valencià volgué portar el braç incorrupte de sant Vicent màrtir a Terra Santa, però morí a Bari i allà restà la relíquia fins al 1970.

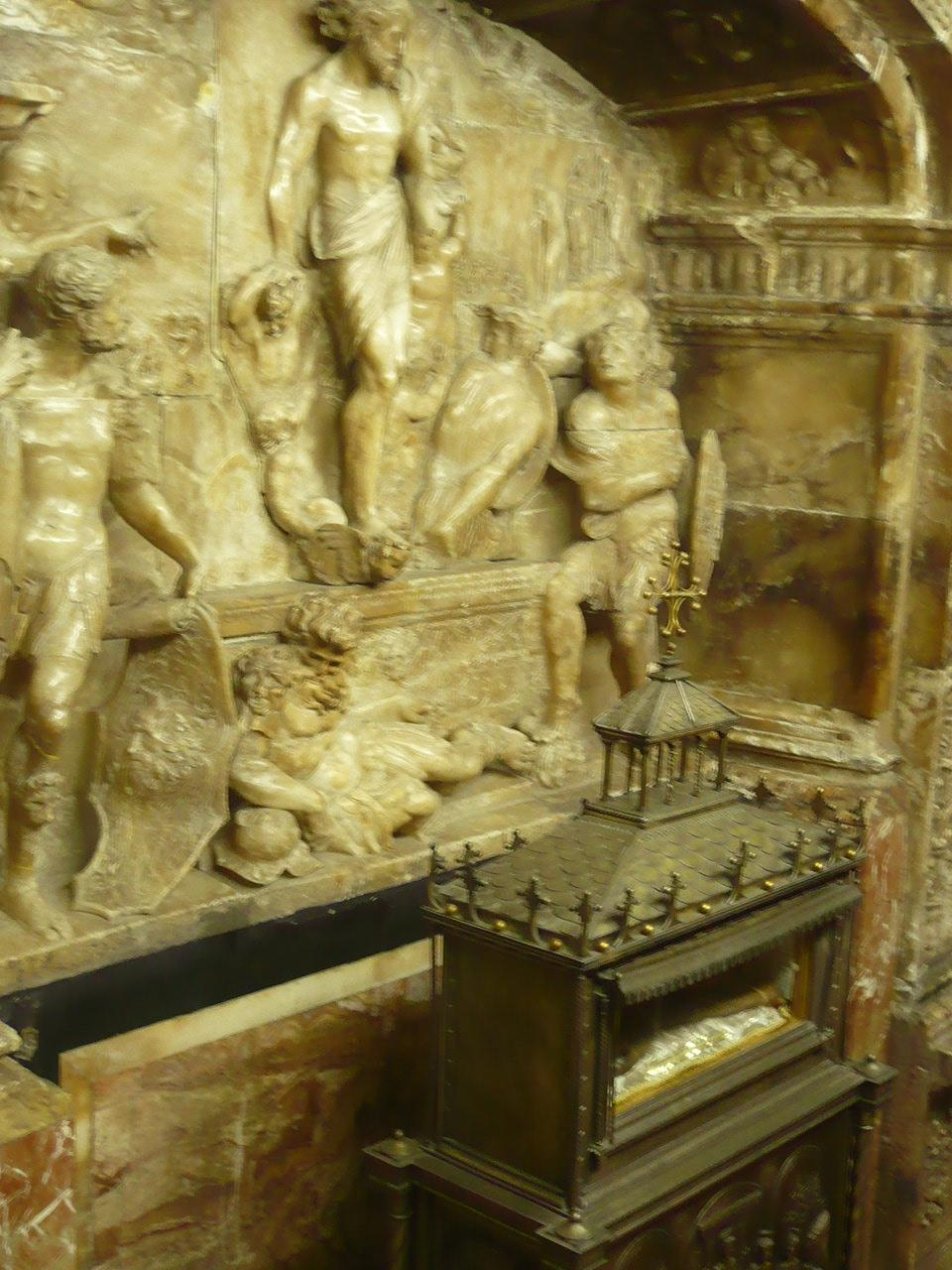
Relíquia del braç a la Catedral de València
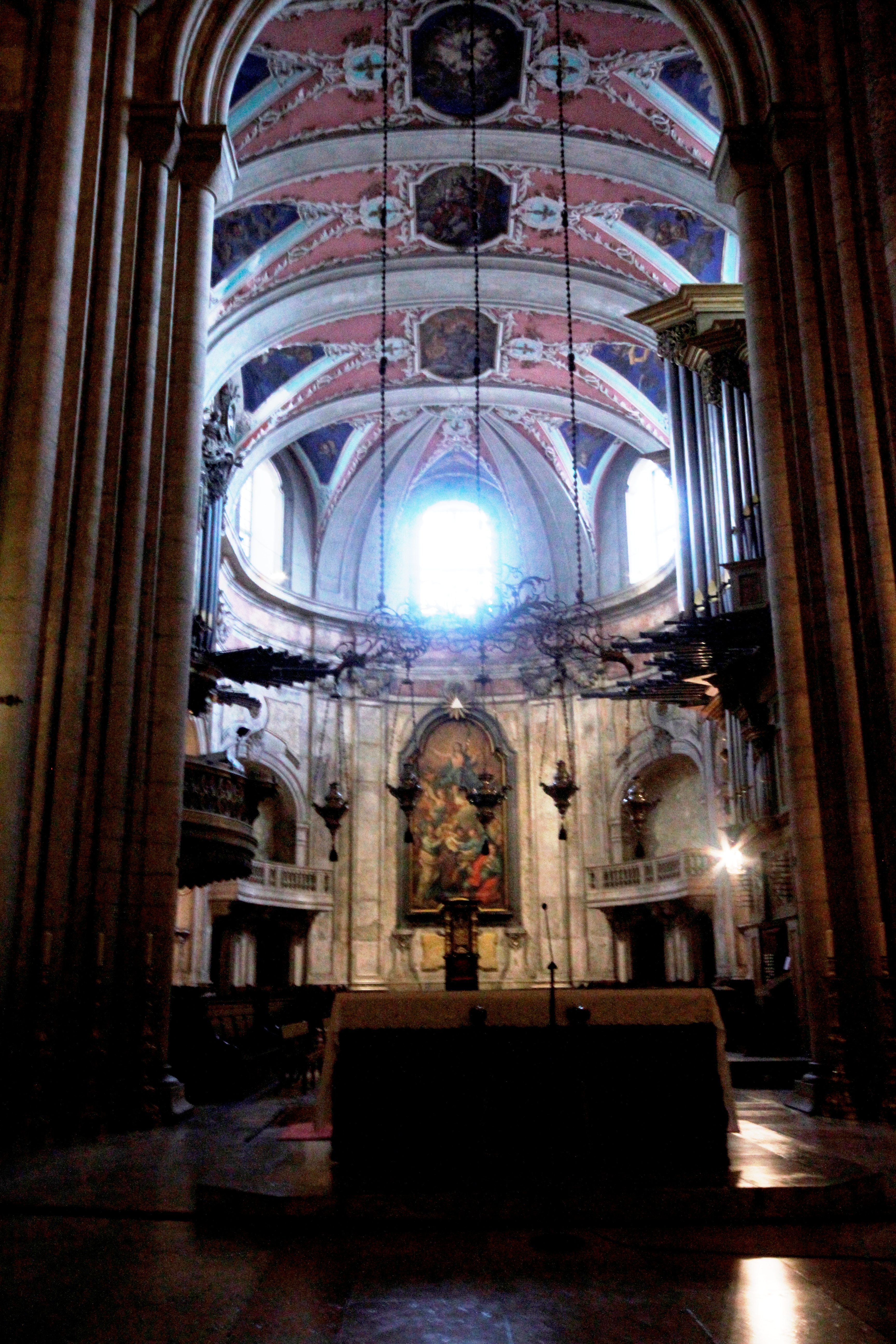
Interior de la Sé de Lisboa, on hi ha les restes del sant
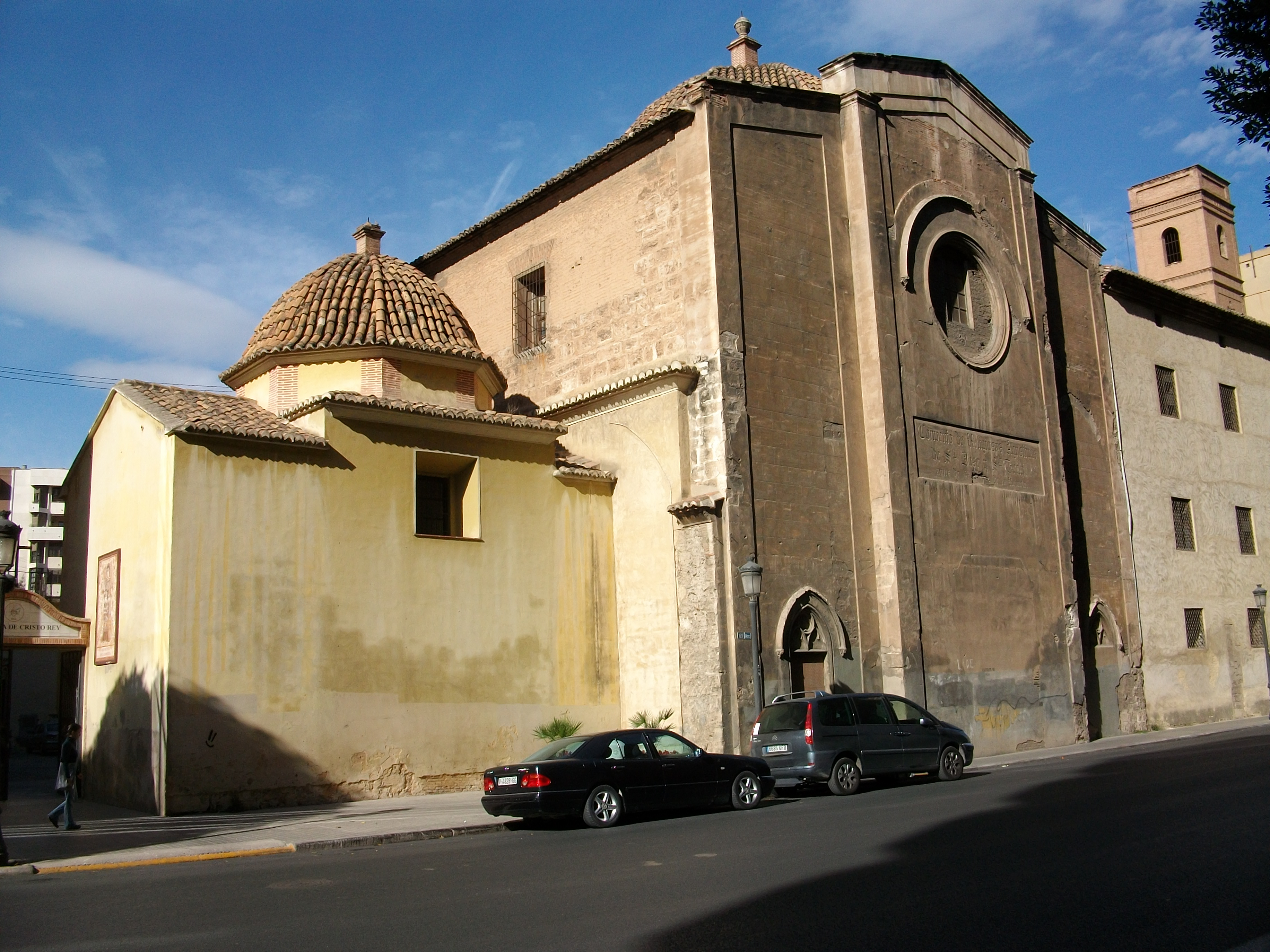
Sant Vicent de la Roqueta (València), sobre l'antic enterrament del sant

## Iconografia
Obresː
- Frontal procedent de Sant Vicenç de Tresserra, segle xiii (Museu de Lleida)
- Taula pintada procedent de Sant Vicenç d'Àger, finals del segle xv (Museu de Lleida)